# Kościół Narodzenia Najświętszej Maryi Panny w Krzeszowie
Kościół Narodzenia Najświętszej Maryi Panny w Krzeszowie – zabytkowy rzymskokatolicki kościół parafialny istniejący od XVIII wieku. Usytuowany na wzgórzu Rotunda, przy ulicy Kościelnej 27. Obok kościoła znajdują się: drewniana kaplica, drewniana dzwonnica z 1898 roku oraz cmentarz przykościelny.

## Historia kościoła
Pierwsza świątynia istniała w Krzeszowie, najprawdopodobniej w tym samym miejscu już w XV w, jednak spłonęła. Następna, wybudowana w 1642 roku staraniem Katarzyny Zamoyskiej, została rozebrana w roku 1726 z powodu błędów konstrukcyjnych. Budowę świątyni istniejącej do dziś rozpoczęto w 1727 roku. 11 sierpnia 1744 r. konsekrował ją biskup przemyski Wacław Hieronim Sierakowski. Wezwanie kościoła pozostało takie samo jak poprzednich - Narodzenia Najświętszej Maryi Panny. Około 1744 kościół został gruntownie odnowiony wewnątrz. Ponowna restauracja dzięki pomocy ordynata Maurycego Zamoyskiego odbyła się dopiero w roku 1898. Kościół został uszkodzony w czasie działań wojennych w 1914, odnowiony w 1920. Po roku 1950 rozpoczęto gruntowną restaurację świątyni (m.in. pod koniec r. 1976 przebudowa prezbiterium).

## Architektura i wnętrze kościoła
Drewniany, barokowy kościół jest trójnawowy. W prezbiterium znajduje się drewniany ołtarz główny z obrazem Matki Bożej z Dzieciątkiem (zwaną Loretańską, a przez miejscową tradycję Krzeszowską). Po prawej stronie ołtarza głównego znajduje się ołtarz z kopią obrazu MB Częstochowskiej, na zasłonie obraz Joachima i Anny oraz barokowa ambona; bogato zdobiona. Naprzeciw ambony usytuowana jest chrzcielnica w kształcie kielicha. W transepcie znajdują się ołtarze: Przemienienia Pańskiego, na zasuwie obraz Niepokalanego Poczęcia NMP, św. Anny, św. Nepomucena, Pana Jezusa Ukrzyżowanego. W nawie głównej znajdują się ołtarze: Antoniego Padewskiego, św. Mikołaja, św. Ambrożego, Matki Boskiej z Peregrynacji. Na chórze muzycznym znajdują się 15-głosowe organy (renowacja w r. 1950).
Bogate wyposażenie kościoła w dzieła sztuki to efekt hojnego mecenatu Zamoyskich, o czym świadczą herby tego rodu: Jelita, Rawicz i Korczak.

## Kościół obecnie
Zabytkowy kościół Narodzenia Najświętszej Marii Panny w Krzeszowie od 2006 roku był poddawany gruntownej konserwacji, która miała uchronić świątynię przed katastrofą budowlaną. Główną przyczyną tego stanu rzeczy była źle przeprowadzona renowacja świątyni w 1938 roku, w czasie której fundamenty wykonano z szybko wchłaniającej wodę cegły zamiast kamienia. W efekcie fundamenty zgniły, a wraz z nimi najniższe belki wiążące kościół od dołu.
W 2006 roku powstało Stowarzyszenie Miłośników Ziemi Krzeszowskiej ROTUNDA, którego głównym celem była renowacja zabytkowego kościoła parafialnego. Prace zostały zakończone w 2018 roku. 